# Lakewood, Kalifornien
Lakewood är en stad (city) i Los Angeles County, i delstaten Kalifornien, USA. Enligt United States Census Bureau har staden en folkmängd på 80 634 invånare (2011) och en landarea på 24,4 km².